# دونالد همیلتون
دونالد بنتسون همیلتون (انگلیسی: Donald Bengtsson Hamilton؛ ۲۴ مارس ۱۹۱۶ – ۲۰ نوامبر) نویسنده آمریکایی رمان، داستان کوتاه و آثار غیرداستانی دربارهٔ طبیعت بود. رمان‌های او که عمدتاً کتاب‌های شومیز است بیشتر در ژانر جاسوسی، همچنین جنایی و وسترن، مانند سرزمین بزرگ، قرار دارند. او بیشتر به خاطر مجموعه بلندمدت مت هلم (۱۹۶۰–۱۹۹۳) شناخته می‌شود که ماجراهای یک مأمور مخفی ضدجاسوسی/آدمکش را روایت می‌کند که برای یک آژانس دولتی مخفی آمریکا کار می‌کند. منتقد برجسته، آنتونی باوچر، نوشته است: «دونالد همیلتون واقع‌گراییِ سخت اصیلِ دشیل همت را به رمانِ جاسوسی آورده است؛ داستان‌های او به همان اندازه گیرا است و احتمالاً به حقیقتِ جنجالیِ جاسوسی نزدیک‌تر از هر داستانِ دیگری که امروزه روایت می‌شود.»